# Kerkbuurt (Andijk)

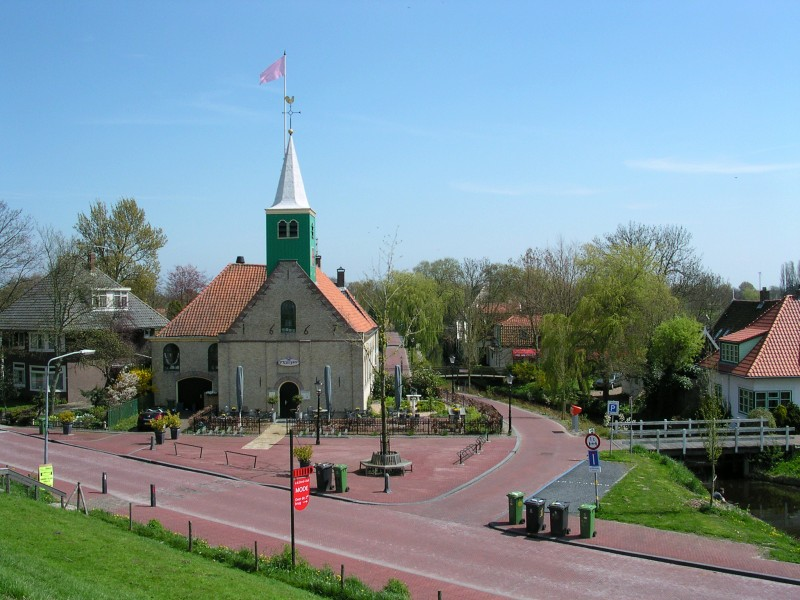
Buurtjeskerk, de kerk van Kerkbuurt.

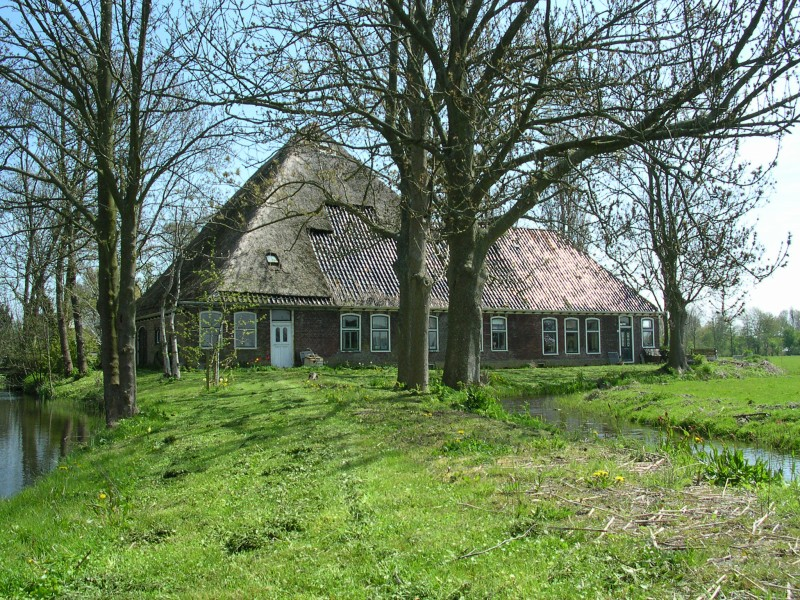
Stolpboerderij in Kerkbuurt.

Kerkbuurt (West-Fries: Kerkebuur) is een buurtschap in het westen van de gemeente Medemblik in de Nederlandse provincie Noord-Holland.
Het plaatsje is ontstaan ten tijden dat het dorp Andijk nog geen echte vaste woonkern had, het behoorde tot een aantal buurtschappen dat ontstond uit tuindershuisjes. De meeste van die buurtschappen zijn of verdwenen of opgegaan in het huidige dorp Andijk. Kerkbuurt is als buurtschap wel gebleven omdat deze ten westen ligt van eigenlijke woonkern van het dorp. Het plaatsje kreeg de naam Kerkbuurt nadat in 1667 de Buurtjeskerk werd gebouwd. Na de bouw van het kerkje groeide het buurtje in een vrij grote buurtschap. In de 20e eeuw werd de buurtschap door lintbebouwing wel duidelijk verweven met het dorp Andijk. Tezamen met Andijk en Bangert werd Kerkbuurt per 1 januari 2011 onderdeel van de gemeente Medemblik.

## Bezienswaardigheden
Het duidelijk herkenbaar punt van de buurtschap is de kerk, die de naam Buurtjeskerk draagt en uit 1667 stamt. De Buurtjeskerk is nu in gebruik als restaurant.
Stad: Medemblik

Dorpen: Abbekerk · Andijk · Benningbroek · Hauwert · Lambertschaag · Midwoud · Nibbixwoud · Onderdijk · Oostwoud · Opperdoes · Sijbekarspel · Twisk · Wadway (deels) · Wervershoof · Wognum · Zwaagdijk (Zwaagdijk-Oost en Zwaagdijk-West)

Buurtschappen: Bangert · Bennemeer · Broerdijk · De Buurt · Het Hoogeland · Kerkbuurt · Koppershorn · Lekermeer · Munnikij · 't Slot · Veldhuis · Het Westeinde · Wijzend · Zomerdijk

Noord-Holland: Steden en dorpen in Noord-Holland      Nederland: Provincies · Gemeenten